# Реувен Атар
Реувен Атар (івр. ראובן עטר; нар. 3 січня 1969, Тірат-Кармель) — ізраїльський футболіст, що грав на позиції півзахисника за низку ізраїльських клубних команд, а також за національну збірну Ізраїлю.
По завершенні ігрової кар'єри — тренер. З 2020 року очолює тренерський штаб команди «Хапоель» (Бней-Лод).

## Клубна кар'єра
Народився 3 січня 1969 року в місті Тират-Кармель. Вихованець футбольної школи клубу «Маккабі» (Хайфа). Дорослу футбольну кар'єру розпочав 1986 року в основній команді того ж клубу, в якій провів вісім сезонів, взявши участь у 196 матчах чемпіонату. Пізніше повертався до рідної команди ще двічі, у 1997 та 2000—2002 роках. Загалом у її складі п'ять разів вигравав футбольну першість Ізраїлю.
Також протягом ігрової кар'єри захищав кольори «Хапоеля» (Хайфа), «Бейтара» (Єрусалим) та «Хапоеля» (Петах-Тіква), а завершував ігрову кар'єру виступами за «Маккабі» (Нетанья) протягом 2002—2003 років.

## Виступи за збірну
1989 року дебютував в офіційних матчах у складі національної збірної Ізраїлю.
Загалом протягом кар'єри в національній команді, яка тривала 9 років, провів у її формі 33 матчі, забивши 3 голи.

## Кар'єра тренера
Завершивши виступи на футбольному полі 2003 року, залишився у структурі клубу «Маккабі» (Нетанья), обійнявши посаду помічника головного тренера. За рік став головним тренером команди з Нетаньї, згодом неодноразово повертався на її тренерський місток.
Крім того у 2000-х встиг потренувати «Маккабі» (Герцлія) та єрусалимський «Бейтар», а впродовж 2010-х років очолював тренерські штаби хайфійських «Маккабі» і «Хапоеля», а також «Хапоеля» (Афула) та «Ашдода».
2020 року став головним тренером команди «Хапоель» (Бней-Лод).

## Титули і досягнення
- Чемпіон Ізраїлю (6):

«Маккабі» (Хайфа): 1988–1989, 1990–1991, 1993–1994, 2000–2001, 2001–2002
«Бейтар» (Єрусалим): 1997–1998
- Володар Кубка Ізраїлю (2):

«Маккабі» (Хайфа): 1990–1991, 1992–1993